# ASC Darmstadt

Logo

Der ASC Darmstadt ist ein Sportverein aus Darmstadt, der vor allem in der Leichtathletik erfolgreich ist.

## Geschichte
1921 wurde von Studenten der Technischen Hochschule Darmstadt der Akademische Sportclub Darmstadt gegründet. Nach dem Zweiten Weltkrieg wurde der Club nicht in den Landessportbund Hessen aufgenommen, weil er als Standesorganisation wahrgenommen wurde. Deshalb gründete man 1952 den Allgemeinen Sportclub Darmstadt, in dem alle Mitglieder des Akademischen automatisch auch Mitglied waren.
1960 wurde die Jugendabteilung gegründet und unter der Führung von Helmut Meyer und Siegfried Schmitt entwickelte sich der Allgemeine Sportclub in den 1960er Jahren zum Großverein. Mit Wella wurde ein örtlicher Großsponsor gewonnen, sodass der ASC ein Jahrzehnt lang als ASC Wella firmierte. Seit 1978 wird der Darmstädter Stadtlauf veranstaltet. Der Akademische Sportclub hat heute seinen Schwerpunkt auf der Traditionspflege, dem Erhalt des Clubheims und der Förderung der Jugendarbeit des Allgemeinen Sportclubs.

## Sportler
Der erste erfolgreiche Läufer war Fritz Schilgen, der auch Schlussläufer des Fackellaufes der Olympischen Spiele 1936 in Berlin war. Lutz Philipp und Werner Trzmiel nahmen an den Olympischen Spielen 1968 in Mexiko teil. Christiane Krause gewann mit der 4-mal-100-Meter-Staffel bei den Olympischen Spielen 1972 in München die Goldmedaille. Der Weltrekordler im Hammerwurf Walter Schmidt nahm an den Olympischen Spielen 1976 in Montreal teil, bei denen Klaus-Peter Hildenbrand und Lothar Krieg Bronze gewannen. Michael Lederer lief 1977 mit der 4-mal-1500-Meter-Staffel Weltrekord. Bei den Olympischen Spielen 1984 in Los Angeles startete Charlotte Teske, Klaus Ploghaus gewann die Bronzemedaille. Petra Wassiluk war Teilnehmerin der Olympischen Spiele 1996 in Atlanta sowie 2000 in Sydney.